# Герб Кая (Кайгорода)
Герб Кайского сельского поселения — опознавательно-правовой знак, составленный и употребляемый в соответствии с правилами геральдики, служащий символом Кайского сельского поселения Верхнекамского района Кировской области Российской Федерации, и села Кай, являющегося его административным центром, на основе исторического герба которого он разработан.

## Описание герба
Описание герба:
В лазоревом (синем, голубом) поле три серебряных скобки рыбьего клея, одна и две.

## Обоснование символики
Обоснование символики:
Устанавливается герб, в основе которого лежит исторический герб города Кайгорода, Высочайше утверждённый 28 мая 1781 года императрицей Екатериной II.

## История создания
- 14 августа 2014 — герб поселения утверждён решением Кайской сельской Думы. Авторскую группу реконструкции герба составили Евгений Дрогов и Ирина Макарова (Киров)[1].

## Исторический герб
Кайгород был основан Строгановыми в 1558 году (в верховьях Камы).
11 (22) сентября 1780 года именным указом императрицы Екатерины II было образовано Вятское наместничество с центром в городе Хлынове, переименованном в Вятку. В 1781 году правящий должность герольдмейстера, действительный статский советник А. А. Волков представил гербы городов наместничества на Высочайшее утверждение. Исторический герб Кайгорода был Высочайше утверждён 28 мая (8 июня) 1781 года императрицей Екатериной II вместе с другими гербами городов Вятского наместничества.

Описание герба:
В верхней части щита герб Вятский, в нижней части в голубом поле три скопки рыбьего клею, которым жители торгуют.
11 (23) января 1854 года городской статус Кайгорода был упразднён и он стал селом Кай. В 2006 году было образовано Кайское сельское поселение.